# Katarzyna z Palmy
Katarzyna z Palmy, Catalina Tomàs, Catalina Thomas, Catherine Tomas,  Catherine Thomas; na Majorce – La Beateta) (ur. 1 maja 1533 w Valldemossa na Majorce w Hiszpanii – zm. 5 kwietnia 1574 w Palma de Mallorca) – święta Kościoła katolickiego, wizjonerka, augustianka.

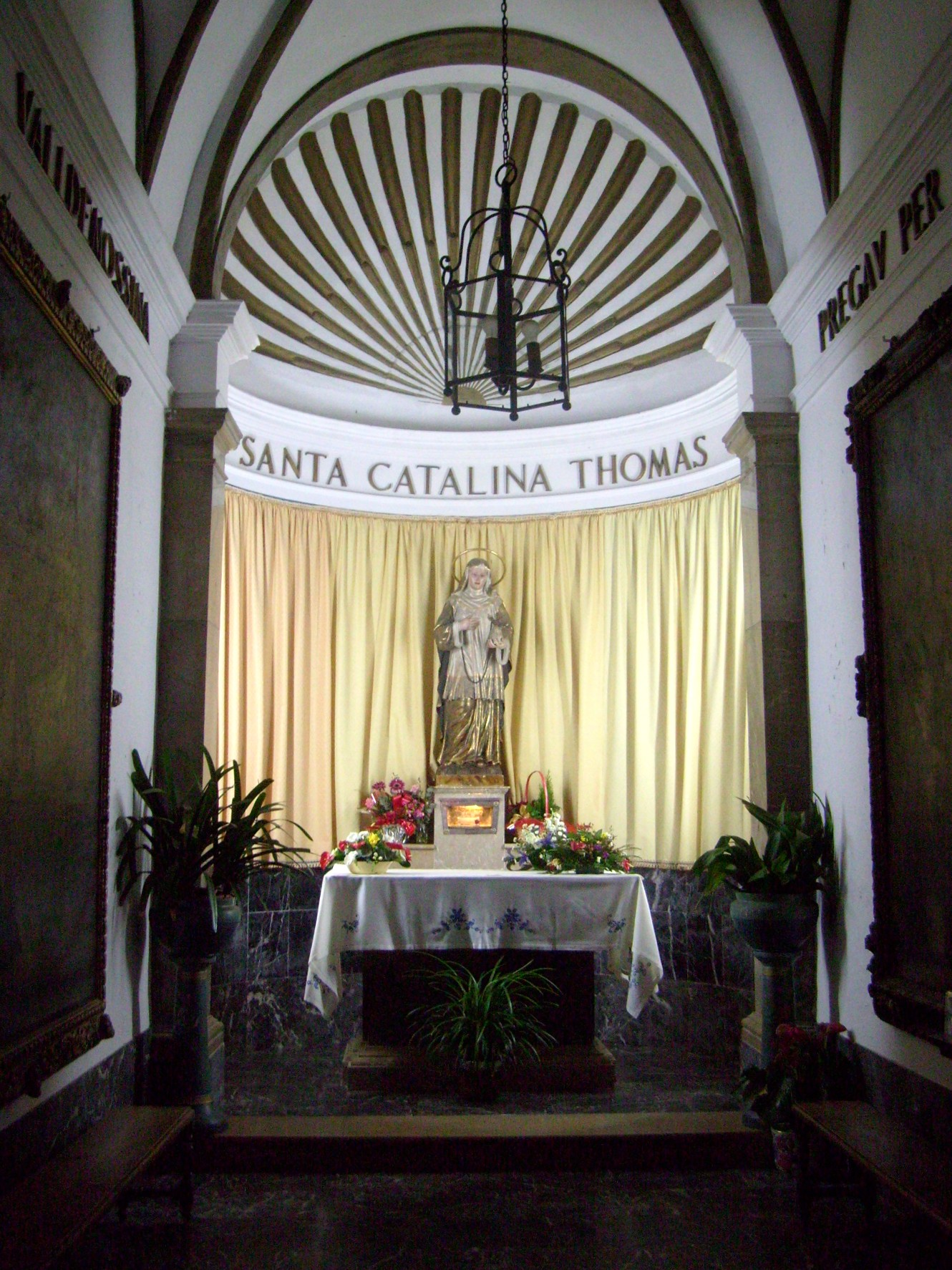
Wnętrze kaplicy w miejscu narodzin Cataliny Tomàs

## Życiorys
Osierocona w młodym wieku wychowywała się w domu krewnych w okolicach Valdemossa. Miała nieszczęśliwe dzieciństwo. Pracowała jako służąca i pasterka. Pragnęła zostać zakonnicą, jednak ponieważ była prostą dziewczyną ze wsi nie chciano jej przyjąć. Ostatecznie wstąpiła do klasztoru  augustianek św. Marii Magdaleny w Palmie. Miała wizje aniołów, św. Antoniego z Padwy i św. Katarzyny Aleksandryjskiej.

## Patronat
Jest patronką miasta Valdemossa. Na wielu ścianach domów i murach widnieją ceramiczne, kolorowe kafle ze scenami z jej życia oraz prośbami o wstawiennictwo. W domu przy uliczce Rectoria, w którym się urodziła, urządzono kaplicę z figurą świętej.

## Dzień obchodów
Jej święto przypada 5 kwietnia. W rodzinnej Valdemossie jej święto jest obchodzone 27 i 28 lipca.

## Proces beatyfikacyjny i kanonizacyjny
Beatyfikowana 12 sierpnia 1792 przez Piusa VI Kanonizowana 22 czerwca 1930 przez papieża Piusa XI.